# هيدروكسيل كيتون او الكحول (ألدول)
يرجع تسمية الكحولات لعدة طرق منهم من يسميه كحول أو كهول أو الكهول أما بالنسبة للغة العربية التي أشتق منها السم فهو الغول

التركيب العام لشحنة ألدول: عندما يكون R3 هو -H، فهو ألدهيد β-هيدروكسي، وإلا يكون عبارة عن كيتون β-هيدروكسي

الألدول أو ألدول أدوكت (من «ألدهيد ألكوهول») هو هيدروكسي كيتون أو ألدهيد، وهو نتاج إضافة ألدول (على العكس من تكثيف ألدول، الذي ينتج شحنة كربونيل α، غير مشبعة).
عندما يستخدم وحده، قد يشير مصطلح «ألدول» أيضا على وجه التحديد إلى مركب 3-هيدروكسي بوتانال.

## الاكتشاف
تم اكتشاف تفاعل ألدول عام 1872 من قبل الكيميائي الفرنسي تشارلز أدولف وورتز، وظل عنصرا أساسيا في التوليف العضوي.
ويّذكر أيضاً الإسكندر بورودين أيضا مع وورتز كمكتشف للتفاعل. في عام 1872 أعلن بورودين للجمعية الكيميائية الروسية اكتشاف منتج ثانوي جديد في تفاعلات الألدهيد مع خصائص مثل الكحول، وأشار إلى أوجه التشابه مع المركبات التي نوقشت بالفعل في منشورات وورتز من نفس العام.